# Понирі
Понирі (рос. Поныри) — робітниче селище, адміністративний центр Понировського району Курської області Російської Федерації. Входить до складу муніципального утворення селище Понирі. Населення становить 4916 осіб.

## Історія
Населений пункт розташований на території українського етнічного та культурного краю Східна Слобожанщина.
Від 2004 року входить до складу муніципального утворення селище Понирі.

## Населення
| 1939  | 1959  | 1979  | 1989  | 2002  | 2009  | 2010  |
| ----- | ----- | ----- | ----- | ----- | ----- | ----- |
| 2723  | ↗3927 | ↗4303 | ↗4941 | ↘4697 | ↘4314 | ↗4791 |
| 2012  | 2013  | 2014  | 2015  | 2016  | 2017  | 2018  |
| ↗4822 | ↗4899 | ↘4773 | ↗4801 | ↘4719 | ↗4737 | ↘4654 |
| 2019  | 2020  | 2021  |       |       |       |       |
| ↘4584 | ↗4596 | ↗4916 |       |       |       |       |